# Мелюшкина Діана Владиславівна
Діана Владиславівна Мелюшкина (до шлюбу Карпець; 6 серпня 1996, Кременчук, Полтавська область) — українська волейболістка, центральна блокуюча. Гравчиня національної збірної.

## Із біографії
З 2012 по 2016 рік захищала кольори тернопільської «Галичанки». Тричі поспіль здобувала золоті нагороди чемпіонату України в складі «Хіміка» (Южне). Найкращий гравець сезону 2018/2019. З літа 2019 року виступала за команду «Прометей» з Кам'янського.
У вересні 2024 року уклала контракт з французьким клубом «Кемпер», до складу якоготакож приєдналися сестри Марія і Дарія Капланські з чернівецької «Буковинки».
У складі студентської збірної брала участь у трьох Універсіадах (2015, 2017, 2019). На першому з турнірів у Південній Кореї здобула звання віцечемпіонки, а через два роки в Тайвані — бронзовою медалісткою. У італіському Неаполі була прапороносицею української команди на церемонії відкриття Універсіади. На цих змаганнях представляла Тернопільський національний економічний університет, Східноєвропейський національний університет імені Лесі Українки з Луцька і Харківську державну академію фізичної культури.
З національною командою здобула перемогу в Євролізі 2017 року. Того сезону була серед кандидаток на участь у континентальній першості, але до остаточної заявки потрапили більш досвідчені спортсменки. Учасниця чемпіонатів Європи 2019 і 2021 років (де національна команда подолала груповий етап і поступилася Польщі в 1/8 фіналу). У 2023 році грала за збірну у Кубку претендентів, континентальній першості і кваліфікації на Олімпійські ігри в Парижі. У 2025 вдруге стала переможницею Євроліги.

## Клуби
| Роки      | Команди                 |
| --------- | ----------------------- |
| 2012—2016 | «Галичанка» (Тернопіль) |
| 2016—2019 | «Хімік» (Южне)          |
| 2019—2022 | СК «Прометей»           |
| 2023—2024 | СК «Прометей»           |
| 2024—2025 | «Кемпер»                |
| 2025—     | «Бешикташ» (Стамбул)    |

## Досягнення
- Чемпіонка Євроліги (2): 2017, 2025
- Чемпіонка України (6): 2017, 2018, 2019, 2021, 2022, 2024
- Володарка кубка України (6): 2017, 2018, 2019, 2021, 2022, 2024
- Володарка суперкубка України (6): 2016, 2017, 2018, 2020, 2021, 2023

## Статистика
У міжнародних клубних турнірах:
| Сезон   | Клуб           | Турнір | Ігри | Сети | Очки | Ср.  | Примітки |
| ------- | -------------- | ------ | ---- | ---- | ---- | ---- | -------- |
| 2016-17 | «Хімік» (Южне) | ЛЧ     | 2    | 6    | 5    | 0,83 |          |
| 2016-17 | «Хімік» (Южне) | КЄ     | 1    | 1+   | 0    | 0    |          |
| 2017-18 | «Хімік» (Южне) | КЄ     | 4    | 13   | 36   | 2,77 |          |
| 2018-19 | «Хімік» (Южне) | КЄ     | 2    | 8    | 26   | 3,25 |          |
| 2019-20 | СК «Прометей»  | КВ     | 2    | 6    | 12   | 2,00 |          |
| 2020-21 | СК «Прометей»  | ЛЧ     | 1    | 3    | 15   | 5,00 |          |
| 2020-21 | СК «Прометей»  | КЄ     | 2    | 7    | 25   | 3,57 |          |
| 2021-22 | СК «Прометей»  | ЛЧ     | 10   | 35   | 71   | 2,03 |          |
| 2023/24 | СК «Прометей»  | ЛЧ     | 8    | 25   | 43   | 1,72 |          |
| Всього  | Всього         | Всього | 32   | 104  | 233  | 2,24 |          |

- Ср. — середній показник результативності за один сет.

У збірній:
| Рік  | Турнір                   | Ігри | Сети | Очки | Ср.  | Місце | Примітки |
| ---- | ------------------------ | ---- | ---- | ---- | ---- | ----- | -------- |
| 2017 | Євроліга                 | 2    | 3    | 3    | 1    | 1     |          |
| 2018 | Євроліга                 | 6    | 17   | 41   | 2,41 |       |          |
| 2019 | Євроліга                 | 6    | 17   | 29   | 2,88 |       |          |
| 2021 | Євроліга                 | 3    | 10   | 30   | 3    |       |          |
|      | Чемпіонат Європи         | 6    | 20   | 40   | 2    | 9-16  |          |
| 2023 | Кубок претендентів       | 1    | 1    | 0    | 0    | 4     |          |
|      | Чемпіонат Європи         | 6    | 15   | 16   | 1,07 | 9-16  |          |
|      | Олімпійська кваліфікація | 5    | 15   | 22   | ,    |       |          |
| 2024 | Золота євроліга          | 5    | 17   | 38   | 2,24 | 5     |          |
| 2025 | Золота євроліга          | 7    | 24   | 78   | 3,25 | 1     |          |

## Галерея

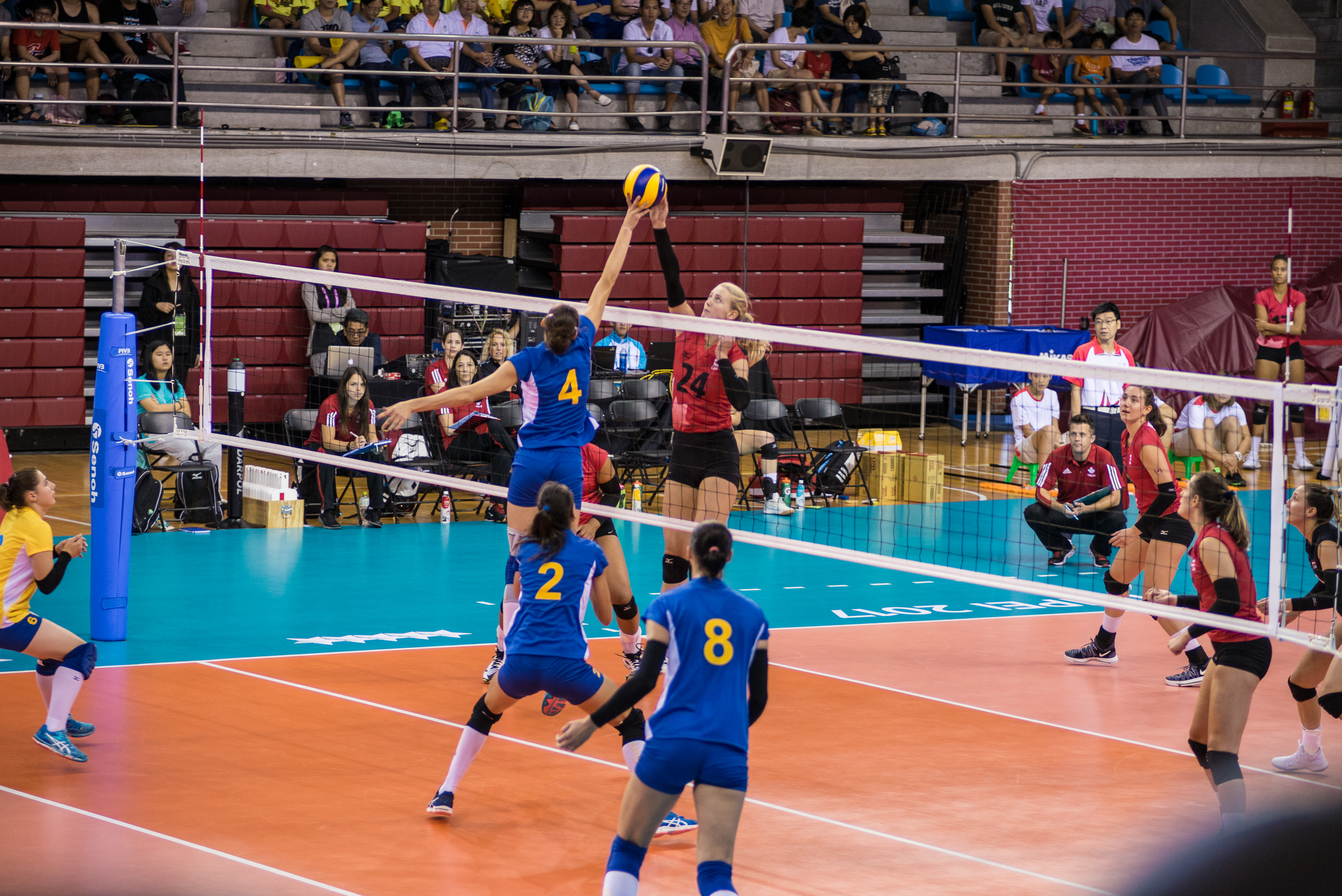
Кристина Нємцева, Діана Мелюшкина (№ 4), Марина Дегтярьова (№ 2) і Анастасія Крайдуба (№ 8)
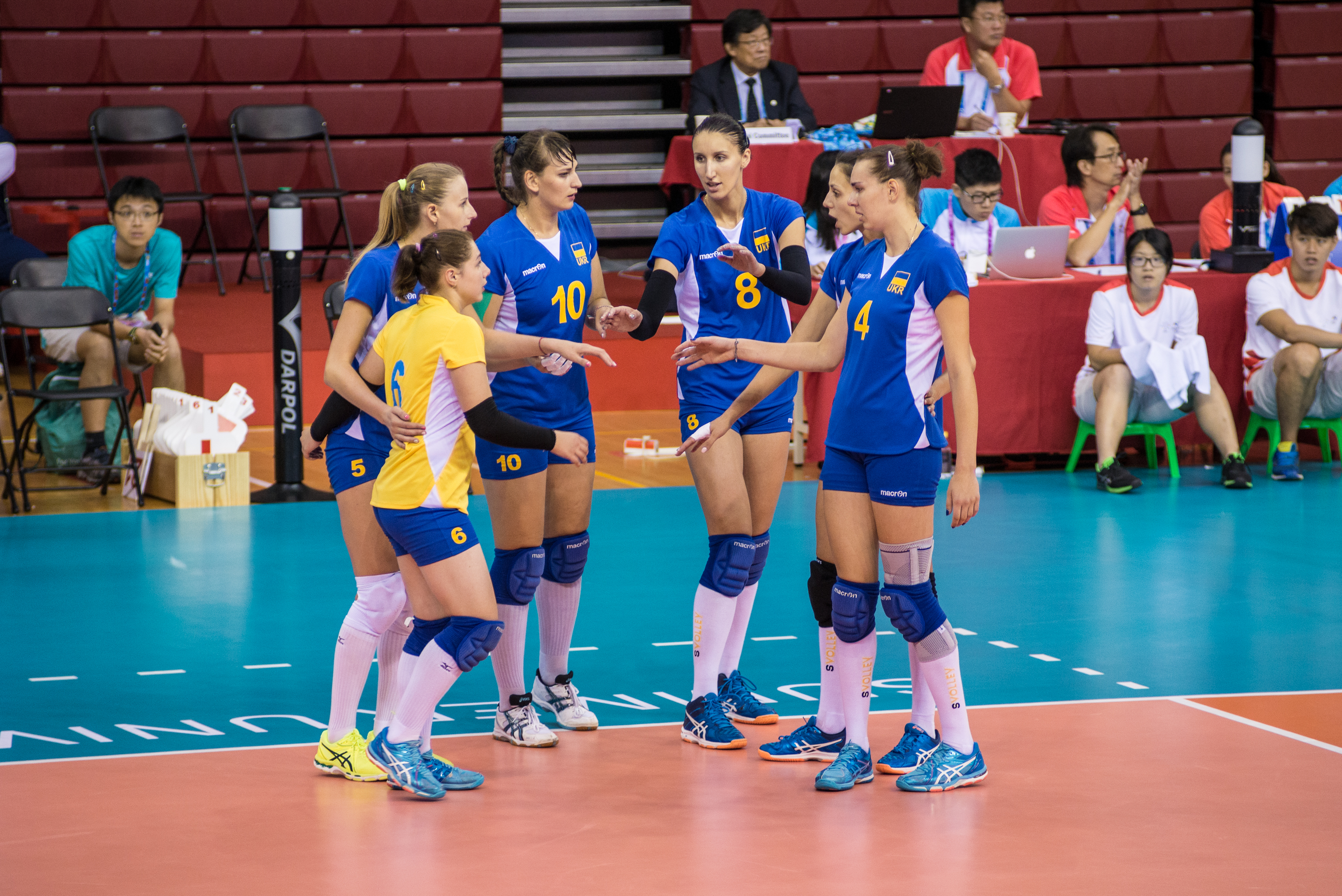
Кристина Нємцева (№ 6), Катерина Сільченкова (№ 5), Ганна Кириченко (№ 10), Анастасія Крайдуба (№ 8),  Марина Дегтярьова (№ 2), Діана Мелюшкина (№ 4).